# Totua gracilipes
Totua gracilipes là một loài nhện trong họ Linyphiidae.
Loài này thuộc chi Totua. Totua gracilipes được Eugen von Keyserling miêu tả năm 1891.